# 莫哈末·哈尔迪·查化
莫哈末·哈尔迪·查化（Mohammad Hardi Jaafar，1979年3月30日—）出生于马来西亚怡保，马来西亚足球运动员，司职中场，曾效力于马六甲电信。他也曾是马来西亚国家足球队成员。
在当时哈尔迪是马来西亚队阵中中场核心，一般队中的任意球都是由他来主罚，经常可以在比赛中射出匪夷所思的进球，较为知名的有在2007年东南亚老虎杯对阵新加坡队的比赛中在球场左路射入一脚20米远似传似射的吊门。